# Hans Kolb (Kirchenlieddichter)
Hans Kolb war ein deutscher Kirchenlieddichter. Er lebte im 16. Jahrhundert. Von ihm kennt man die Bearbeitung von Psalm 23, die zuerst in einem Nürnberger Gesangbuch von 1569 abgedruckt wurde. Dabei taucht des Dichters Name im letzten Vers auf. Vermutlich war das Lied schon vorher als Einzeldruck erschienen. Der Literaturhistoriker Karl Friedrich Ludwig Goedeke gibt an, Kolb stamme aus Steinbach, während Philipp Wackernagel eine Schrift von 1528 abgedruckt hatte, in der ein Hans Kolb von Gemündt erwähnt wird. Über Kolb ist mehr aber nicht bekannt.